# بوفچه-شبگرد کالدونیای جدید
بوفچه-شبگرد کالدونیای جدید (نام علمی: Aegotheles savesi) نام یک گونه از راسته جغد است.